# Kolenohelea ornata
Kolenohelea ornata är en tvåvingeart som beskrevs av Clastrier 1984. Kolenohelea ornata ingår i släktet Kolenohelea och familjen svidknott.
Artens utbredningsområde är Guinea. Inga underarter finns listade i Catalogue of Life.